# Polka

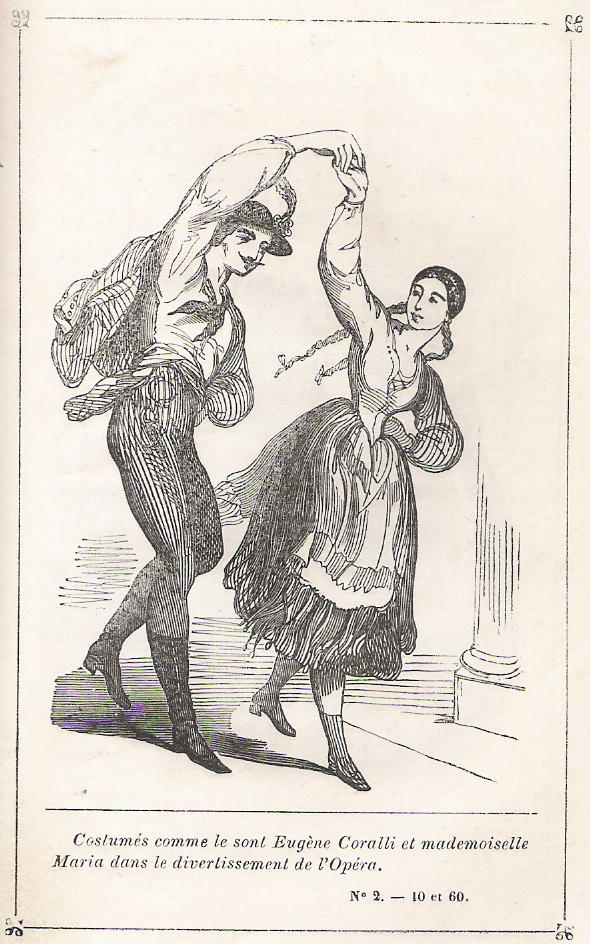
Para tańcząca polkę

Polka (cz. půlka „połowa”) – popularny w wielu krajach taniec ludowy, w metrum 2/4, w szybkim tempie. Wielu etnografów i etnochoreologów wskazuje na czeskie pochodzenie tańca. Jest też uważany za tradycyjny ludowy taniec polski już w XIX w., znany we wszystkich regionach etnograficznych, z Podhalem włącznie (polka sądecka).
Polka powstała około 1822 roku, stała się popularna na całym świecie, szczególnie w Polsce, Niemczech i we Włoszech. Obok walca była modnym tańcem towarzyskim w XIX w.
Nazwa pochodzi od czeskiego słowa půlka, oznaczającego „połowę”. Po powstaniu listopadowym zmieniono ją na polka na cześć Polaków lub na cześć polskiej śpiewaczki Esmeraldy.
Najsłynniejsi twórcy polek to: Bedřich Smetana, Antonín Dvořák, Stanisław Moniuszko, Piotr Czajkowski, Igor Strawinski, Dmitrij Szostakowicz.
Polka-mazurka – odmiana polki w metrum mazurka (3/4) będąca połączeniem jego rytmu i figur tanecznych polki.
Polka wraz z mazurkiem i habanerą dały początek wczesnym wersjom tanga (patrz tango milonga).
Światowy rozgłos zyskała polka Modřanská polka – Škoda lásky, którą skomponował Jaromír Vejvoda.